# Женщина в индуизме
Роль женщин в индуизме часто является предметом дискуссий — их положение рассматривается одними как благополучное, а другими как нетерпимое. Позиция женщин в индуизме в основном базируется на различных религиозных писаниях, которые имеют разный авторитет, аутентичность и тематику. Положительным отношением к женщине характеризуются такие писания как «Рамаяна» и «Махабхарата», в которых превозносится образ идеальной женщины, в то время как другие тексты, такие как «Ману-смрити» устанавливают ограничения в правах женщин. В индуизме считается, что женщины должны обязательно состоять замужем и оставаться целомудренными и чистыми любой ценой. Однако существуют исторические свидетельства того, что, например во времена великих индийских царств, профессиональные проститутки (такие как Амрапали из Вайшали) занимали высокое и уважаемое положение в обществе, также как и священные храмовые танцовщицы девадаси, женщины-маги басави, тантрические кулики.

## Женщины в Ведах
В Упанишадах упоминаются несколько женщин-мудрецов и провидцев, наиболее заметными из которых являются Гарги и Майтрейи. В «Харита-дхарма-сутре» (части «Яджур-веды») говорится, что существует два рода женщин:
- Садхьявадху — женщины, которые выходят замуж.
- Брахмавадини — женщины, которые имеют склонность практиковать духовную жизнь. Они могут носить брахманический шнур, совершать ведийское огненное жертвоприношение агнихотру и изучать Веды.

В «Уттара-рама-чарите» 2.3 Бхавабхути говорится, что Атрейи изучала философию и Веды в Южной Индии. В «Шанкара-дигвиджае» 9.63 Мадхвачарьи описывается, как Шанкара дискутировал с женщиной-философом Убхая Бхарати, которая обладала большими познаниями в Ведах. В некоторых школах ведийских священников также учатся женщины.

## Право на собственность
В «Артха-шастре» и «Ману-смрити» определяется стридхана (дословно переводится как «собственность женщины») — право женщины на частную собственность, которая может состоять из денег, земли, а также из различных драгоценностей и украшений, получаемых женщиной от своего мужа, его друзей, своих родителей или других родственников. В «Ману-смрити» стридхана подразделяется на шесть типов:
1. Собственность, полученная от родителей как приданое.
2. Собственность, полученная от родственников родителей девушки, когда она переходит жить в дом мужа.
3. Собственность, которую дал женщине её муж из любви и привязанности (за исключением необходимого содержания жены, которое является его долгом).
4. Собственность, полученная от брата/братьев.
5. Собственность, полученная от матери.
6. Собственность, полученная от отца.[4]

Также говорится о контрактах, заключаемых перед свадьбой, в которых жених соглашается заплатить определённую сумму за невесту как её родителям, так и самой невесте. Эта собственность принадлежала только женщине, и к ней не имели право прикасаться ни жених ни родители невесты, за исключением особых случаев, таких как болезнь, голод, угроза ограбления, или благотворительность. В то же самое время, «Ману-смрити», как бы противореча себе, объявляет, что у жены нет никакой частной собственности и что вся собственность, которую она получает, принадлежит мужу. Как дочери, так и сыновья имеют равные права на получение в наследство собственности матери; но в некоторых писаниях утверждается, что собственность матери принадлежит исключительно дочерям в следующем порядке предпочтения: незамужние дочери, замужние но бедные дочери, замужние и богатые дочери. Когда умирает отец, незамужние дочери получают часть собственности своего отца, эквивалентную одной-четверти доли, которую получает каждый брат. Замужние дочери не получали ничего, так как подразумевалось, что им уже дали их долю на свадьбе как приданое.

## Замужество

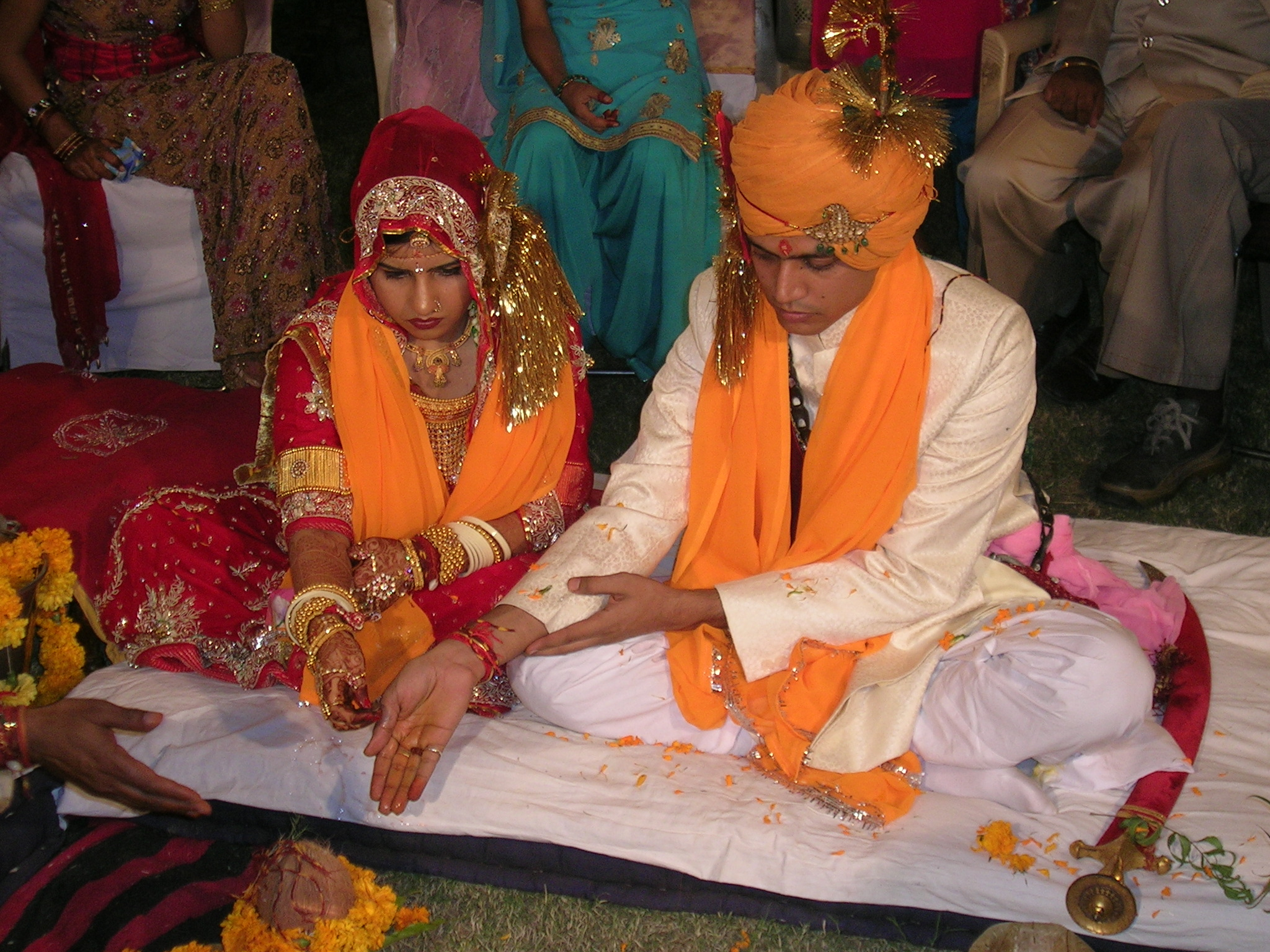
Индуистская свадьба раджпутов

Согласно древней индуистской традиции, после свадьбы муж должен быть как бог для своей жены. По сегодняшний день многие женщины-индуски следуют предписанным ритуалам в общении со своим мужем, прикасаясь к его стопам, омывая их и получая от него благословения. В «Ману-смрити» описывается восемь видов свадьбы: в двух из которых родители невесты перед свадьбой одевают её в дорогие одежды и покрывают драгоценностями, в двух других — семья жениха преподносит различные дары семье невесты и в остальных четырёх не происходит никакого обмена подарками. В «Ману-смрити» говорится:
Пусть же обоюдная верность продолжается до самой смерти — это можно считать основной сутью высочайшего закона для мужа и жены.
Из стихов «Риг-веды» можно сделать вывод о том, что в ведийской культуре женщины выходили замуж во взрослом возрасте и, возможно, имели право выбирать своего мужа. В свадебном гимне «Риг-веды» говорится о «мужьях» (во множественном числе) для одной жены.

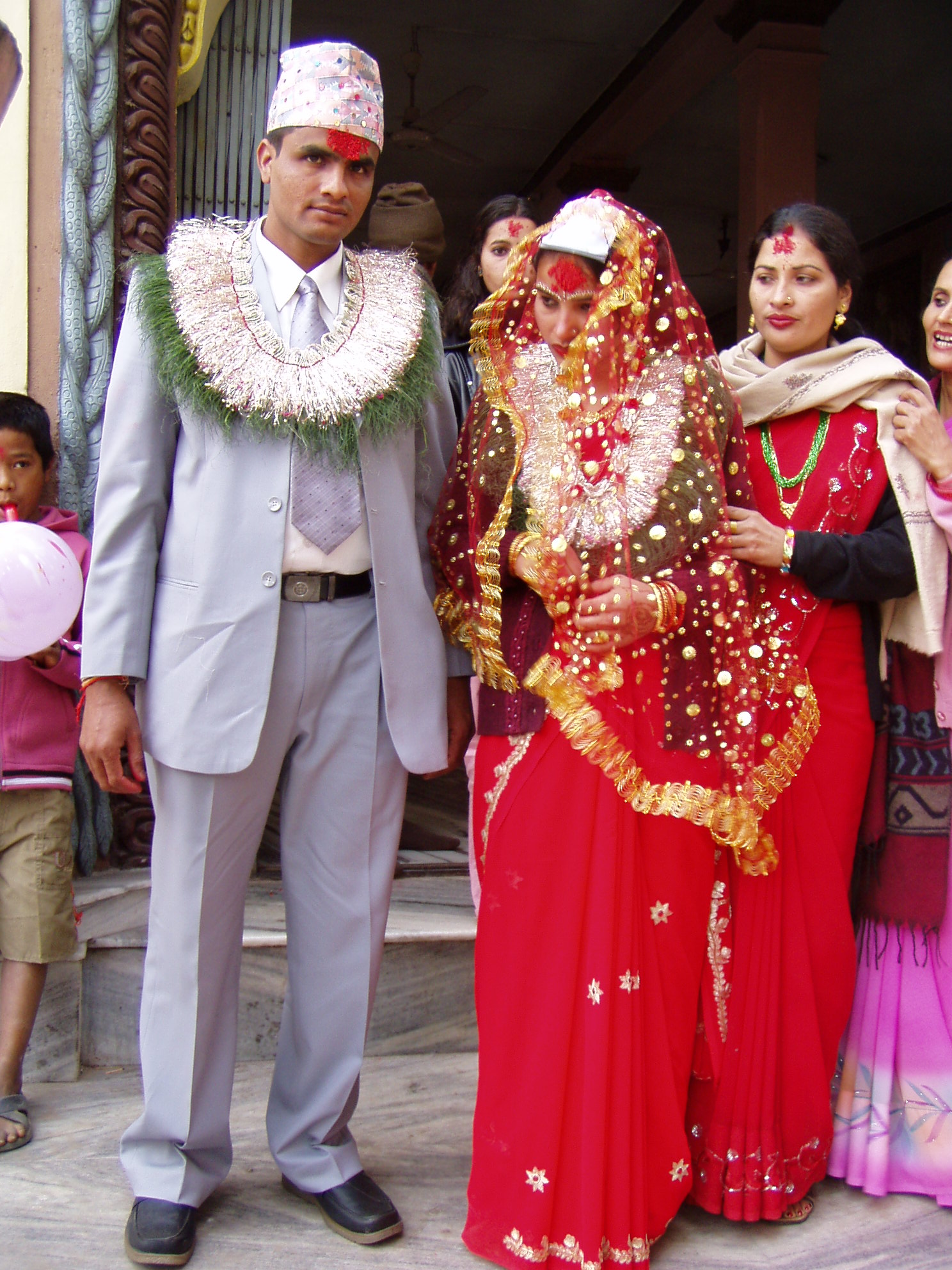
Молодожёны после обряда индуистской свадьбы в Непале.

### Приданое
Практика давать приданое не поощряется в ортодоксальном индуизме и по мнению некоторых исследователей является «извращением санскритических свадебных предписаний в писаниях». Приданое тесно связано с кастовым статусом — в высших кастах приданое обычно должна давать семья девушки, а в низших — наоборот, даётся семьёй жениха. В современном индуизме наблюдается тенденция к всё более широкому использованию обряда давать приданое, в том числе из-за влияния таких процессов как санскритизация и урбанизация.

### Развод
Как в «Ману-смрити», так и в «Артха-шастре» говорится, что если муж импотент, совершил акт супружеской неверности, стал аскетом, был изгнан из общества или пропал без вести и не появился в течение определённого периода времени, тогда жена имеет право оставить его и снова выйти замуж. В «Артха-шастре» также утверждается, что при других обстоятельствах, развод возможен только при обоюдном согласии обеих сторон.

### Вдовствои повторное замужество
В традиционных индуистских семьях, вдовы должны были, а во многих семьях должны и по сегодняшний день, носить белое сари и отказаться от использования украшений, включая бинди. Присутствие вдов на религиозных ритуалах рассматривалось как дурной знак, и они были обречены проводить остаток своих дней, практикуя духовные аскезы. Подобные ограничения в правах для вдов были особенно сильны в высших кастах индийского общества, где женщины даже должны были брить голову, и где была строго ограничена возможность повторного замужества. В настоящее время, подобным ограничениям следует только небольшое количество вдов, хотя ореол неблагоприятности вокруг вдовства продолжает оставаться.
В писаниях упоминаются три типа пунарбху — вдов которые заново выходят замуж: вдова-девственница, женщина, которая уходит от своего мужа с другим мужчиной, но потом возвращается назад, и бездетная вдова, в случае если нет деверей, которые могли бы дать ей ребёнка. Хотя этот список неполон, из него можно сделать вывод о том, что к категории пунарбху не принадлежала любая вдова, и как показано во втором случае, пунарбху вообще могла и не быть вдовой. В других двух случаях это бездетная вдова.
Хотя во многих текстах описывается возможность повторного замужества для вдов, это всегда рассматривается как неблагоприятная ситуация. Пунарбху не получала одинаковые права с теми женщинами, которые были замужем только один раз, а дети пунарбху, называемые пунарбхава, также как и муж вдовы, ограничивались в некоторых правах.
Согласно данным на 2007 год, вдовы составляют 3 % населения Индии. Для многих вдов единственной возможностью выжить является попрошайничество на улицах. Социологические исследования показывают, что многие вдовы из-за боязни нарушить устоявшиеся обычаи не хотят повторно выходить замуж.

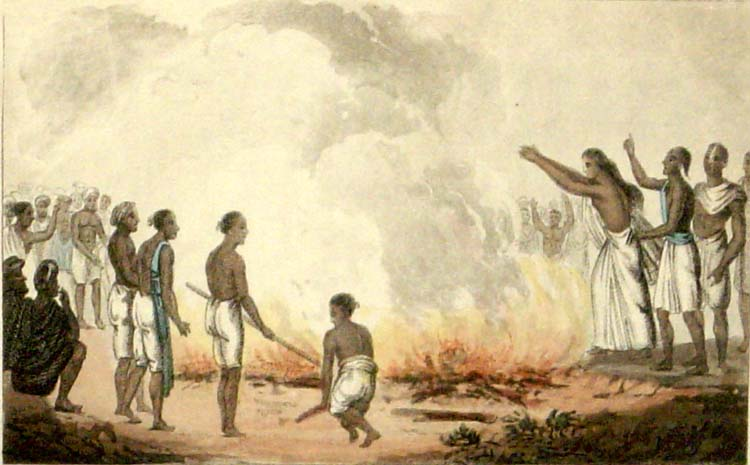
Индуистская вдова сжигает себя на погребальном костре вместе с телом своего мужа. Гравюра 1820 года.

### Сати
Изначально сати совершалось только добровольно как акт бессмертной любви жены к своему мужу и рассматривалось как благоприятный ритуал, который освобождал супружескую пару от всех грехов. Во многих Пуранах сати упоминается как очень похвальный обряд. Несколько примеров сати также описываются в индуистских эпосах. Некоторые примеры из «Махабхараты»:
- Несколько жён Васудевы — Рохини, Деваки, Бхадра и Мадира — совершили обряд сати.[17]
- Мадри, вторая жена Панду, которая чувствовала себя виновной в его смерти, совершила обряд сати. Тогда как его первая жена Кунти не сделала этого.[18]

Уже в период Гуптов (IV век), появляются свидетельства того, что ритуал сати стал носить принудительный характер: вдов принуждали к самосожжению после смерти мужа. Наряду с кастовой системой, обряд сати был одним из аспектов индуизма, подвергавшихся наиболее суровой критике, которая исходила как от самих индуистов, так и от представителей других религий, в особенности христианства и ислама. Внутри индуизма критика обряда сати была характерна для деятелей реформаторских движений.